# Андреєвське (Калінінський район)
Андреєвське (рос. Андреевское) — присілок в Калінінському районі Тверської області Російської Федерації.
Населення становить 41 особу. Входить до складу муніципального утворення Заволзьке сільське поселення.

## Історія
Від 2005 року входить до складу муніципального утворення Заволзьке сільське поселення.

## Населення
| 1859 | 1886 | 2002 | 2010 |
| ---- | ---- | ---- | ---- |
| 267  | ↘249 | ↘68  | ↘41  |